# مولينارا
مولينارا هي كومونا في مقاطعة بينيفينتو في منطقة كامبانيا الإيطالية ، و تقع على بعد حوالي 80 كيلومتر شمال شرق نابولي وحوالي 20 كيلومتر شمال شرق بينيفينتو .
وتقع مولينارا على حدود البلديات الآتية: Foiano di Val Fortore ، San Giorgio La Molara ، San Marco dei Cavoti .

## روابط خارجية
الموقع الرسمي